# گل‌های آفتابگردان (مجموعه تلویزیونی)
گل‌های آفتابگردان نام یک مجموعهٔ تلویزیونی به کارگردانی مسعود شاه‌محمدی است که در سال ۱۳۷۶ تولید و از شبکه ۱  پخش گردید.

## خلاصه داستان
«رضا» و «مریم» زوج جوانی هستند که در آغاز زندگی مشترکشان با اتفاقاتی مواجه می‌شوند و در این راه به تجربه‌های جدیدی در زندگی دست می‌یابند.

## بازیگران و عوامل تولید

### بازیگران ثابت
- داوود اسدی
- مژگان یوسفی
- فاطمه هاشمی
- جهانگیر فروهر

### بازیگران مهمان
- مرتضی احمدی
- نگار فروزنده
- کاظم افرندنیا
- ثریا قاسمی
- حمید لولایی
- گیتی ساعتچی
- حسین رفیعی
- پروین میکده
- شبنم مقدمی
- رزا آرایش
- عادل قادری
- عطیه غبیشاوی
- مرتضی نیکخواه
- علی اسماعیلی

### عوامل تولید
- نویسنده و کارگردان: مسعود شاه‌محمدی
- تصویربردار: محمدرضا خامه‌چیان
- تدوین: صمدالله خلیلی، مسعود شاه‌محمدی
- موسیقی: ناصر شکرایی
- تهیه‌کننده: کامبیز دری
- تعداد قسمت‌ها: ۱۳ قسمت (۴۵-۳۰ دقیقه‌ای)
- محصول: گروه اجتماعی شبکه ۱
- سال تولید: ۱۳۷۶